# Andranik Eskandarian
Andranik Eskandarian est un footballeur international iranien, né le 31 décembre 1951 à Téhéran, en Iran.

## Biographie
Jouant au poste de défenseur, Andranik Eskandarian est international iranien à 29 reprises de 1975 à 1978, sans marquer le moindre but.
Avec l'Iran, il participe aux Jeux olympiques de 1976 (où il est éliminé en quarts, marquant un seul but contre la Pologne), à la Coupe d'Asie des nations de football 1976 qu'il remporte et à la Coupe du monde de football 1978, en Argentine, ce qui est la première participation pour l'Iran. 
Il tombe dans le groupe du Pérou, de l'Écosse et des Pays-Bas. L'Iran est éliminé au 1er tour, Eskandarian marque contre son camp, contre l'Écosse, à la 43e minute pour un score d'un but partout. Il est titularisé à deux reprises contre les Pays-Bas et l'Écosse et ne joue pas contre le Pérou.
En club, il joue en Iran (FC Ararat Téhéran, Esteghlal Teheran) et aux États-Unis (New York Cosmos, New York Express (indoor), New Jersey Eagles), remportant une fois le championnat d'Iran et la Coupe d'Iran, ainsi que le Championnat des États-Unis à deux reprises.
Il est le père du joueur américain Alecko Eskandarian, joueur des Los Angeles Galaxy.

## Clubs
- 1970-1972 :  FC Ararat Téhéran
- 1972-1979 :  Esteghlal Teheran
- 1979-1984 :  New York Cosmos
- 1986-1987 :  New York Express (indoor)
- 1989-1990 :  New Jersey Eagles

## Palmarès
- Coupe d'Iran de football
  - Vainqueur en 1977
- Championnat d'Iran de football
  - Champion en 1974
- NASL
  - Champion en 1980, 1982
  - Vice-champion en 1981
- Coupe d'Asie de football
  - Champion en 1976